# Musca obscura
Musca obscura är en tvåvingeart som först beskrevs av Fabricius 1794.  Musca obscura ingår i släktet Musca och familjen spyflugor.
Artens utbredningsområde är Tyskland. Inga underarter finns listade i Catalogue of Life.